# ボリス・グロイス
ボリス・エフィモヴィチ・グロイス（（ロシア語: Борис Ефимович Гройс, ラテン文字転写: Boris Efimovich Groys）、1947年3月19日 - ）は、 美術批評家 、メディア理論家、哲学者。
ニューヨーク大学でロシア・スラヴ学のグローバル特別教授（Global Distinguished Professor）を務めるとともに、ドイツのカールスルーエにあるカールスルーエ造形大学の特別研究員である。過去はカールスルーエ造形大学とカールスルーエ芸術・メディア・センターで、美学、美術史、メディア理論を教えてきた。他にペンシルベニア大学、南カリフォルニア大学、ロンドン大学コートールド美術研究所など、アメリカとヨーロッパの数多くの大学で教鞭を取る教授として国際的に高く評価されている。

## 経歴
グロイスは、レニングラード（現 サンクトペテルブルク）の高校に通ったのち、1965-1971にかけてレニングラード大学（現 サンクトペテルブルク大学）で数理論理学を学んだ。その後、レニングラードの様々な科学研究機関の研究員を務めた。1976-1981年には、モスクワ大学の構造・応用言語学研究所の研究員を務める。1981年にソビエト連邦からドイツ連邦共和国に亡命移住し、多様な学問を探究した。博士号はドイツのミュンスター大学で取得している。
ソ連在住時は、モスクワとレニングラードの非公式文化シーンで活動しており、『37 』『Chasy 』などサミズダート（自主出版）の雑誌に寄稿していた。1979年には、美術雑誌『A-YA 』上に「モスクワ・ロマン主義コンセプチュアリズム」と題したエッセイを発表し、その中で当時のモスクワの芸術家たちの動向を「モスクワ・コンセプチュアリズム」と名づけ紹介した。
グロイスは、社会主義芸術とポストモダン芸術について、価値評価を避けつつ考察した先駆的な理論家である。それまで、クレメント・グリーンバーグなどの西洋の批評家たちは、社会主義芸術とりわけ社会主義リアリズムを大衆芸術であると批判し、美学的に却下すべきものとしていた。この美学における規範的な見方に挑戦して、グロイスはヴァルター・ベンヤミンの政治論に依拠しながら、スターリニズムの「全体芸術様式」（Gesamtkunstwerk）の中でモダニズムは生きながらえていたのだと主張し社会主義芸術を再評価した。 彼のこの議論は、新しい世代の批評家たちが、美学における社会主義の遺産を再評価することをうながしたとされている。この潮流の中で、Miško Šuvaković、Marina Gržinić、Ana Peraicaなどが、ポスト社会主義芸術言説と呼ばれる議論を繰り広げている。
グロイスは国際美術評論家連盟（AICAO）のメンバーであり、オーストリアのウィーンにある国際文化研究センター（IFK）、ハーバード大学美術館、ピッツバーグ大学など数多くの機関でフェローを務めている。また、2001年にはウィーン美術アカデミーの校長となった。さらに、2003年から2004年にかけて、カールスルーエ・芸術・メディア・センターおよびドイツ連邦文化財団の協力による研究プログラム「ポスト共産主義の条件 Post-Communist Condition 」の代表となっている。
グロイスがコートールド美術研究所の研究フォーラムの客員教授研究員であった2006年12月から2007年1月のあいだに、次の対談が記録されている。
質問：「このことは、美術史家よりも哲学者のほうが必然的に芸術家たちと近い関係にあるということを意味するのでしょうか？」
ボリス・グロイス：「わたしたちは、芸術家たちをふたつのやりかたで見ることができます。まず、私たちは、生物学者であるかのように、「芸術の種」についてネオ・ダーウィニズム的な物語を構築することができます。芸術家はどのように発達したのか、どのように彼らは成功したり失敗したり生き残ったりしたのかを問うのです。こうした言葉をつかって、美術史が植物学や生物学に少し似たやりかたで説明されます。ふたつめに、思想史の一部として美術史を捉えるというやりかたがあります。哲学の歴史、科学の歴史、文化史の歴史があるのと同じように、美術史をかんがえることができます。つまり問題は、美術史をどのように定義するのかということなのです。植物学や生物学に似たようなものとして定義するのか、あるいは哲学史と似たようなものとして定義するのか。わたしには後者のように考える傾向があります。すでに述べたように、芸術の原動力は哲学的なものだからです。」

## 主な著作
グロイスは、近現代美術、ロシア美術、思想史に関して、複数の言語で150以上の文章を書いている。日本語訳書も刊行している。
- 『ケアの哲学』、河村彩訳、人文書院、2023年
- 『流れの中で　インターネット時代のアート』、河村彩訳、人文書院、2021年
- 『ロシア宇宙主義』（2015）、編著
乗松亨平監訳、上田洋子・平松潤奈・小俣智史 訳、河出書房新社、2024年
- 『反哲学入門』Introduction to Antiphilosophy  (2012)
- 『共産主義の追記』The Communist Postscript  (2010)
- 『歴史は形式になる：モスクワ・コンセプチュアリズム』

History Becomes Form: Moscow Conceptualism  (2010)
- 『公開すること』Going Public  (2010)
- 『アート・パワー』Art Power  (2008)
石田圭子・齋木克裕・三本松倫代・角尾宣信訳、現代企画室、2017年
- 『全体啓蒙主義：モスクワのコンセプチュアル・アート 1960-1990年』The Total Enlightenment: Conceptual Art in Moscow 1960-1990  (2008)
- 『イリヤ・カバコフ：アパートから宇宙へ飛んだ男』

Ilya Kabakov: The Man Who Flew into Space from His Apartment  (2006)
- 『夢工場共産主義』Dream Factory Communism  (2004)
- 『全体芸術様式スターリン』The Total Art of Stalinism  (1992)
亀山郁夫・古賀義顕訳、現代思潮新社、2000年
- 『イゴール・サハロフ＝ロス：Apotropikon』Igor Sacharow-Ross: Apotropikon  (1991)

- ユダヤの逆説、ヨーロッパの逆説――『ユダヤ人の自己憎悪』によせて――、思想［岩波書店］第８０６号、１９９１年８月、９９頁―１１９頁。

### 映像での仕事
DVD『円環の中で思考する：偶像破壊、儀式、不死についての3つの映像 Thinking in Loop: Three Videos on Iconoclasm, Ritual and Immortality 』（2008年）を出している。一連の映像は、2002年から2007年の間に制作されたものである。それぞれの映像は、著者による理論的なテキストと談話を、異なる映画やドキュメンタリー映像から取られた断片的動画を組み合わせて作られている。

## キュレーターとしての仕事
グロイスは、数多くの展覧会のキュレーションを手がけてきた。
- ルートヴィヒ・フォーラムにおける 「Fluchtpunkt Moskau 」（1994年、アーヘン、ドイツ）
- シルン美術館における 「夢工場共産主義 Dream Factory Communism 」展（2003-2004年、フランクフルト、ドイツ）
- クンスト・ヴェルケ現代美術館における「民営化 Privatizations  」展（2004年、ベルリン、ドイツ）
- シルン美術館とフアン・マールチ基金における「全体啓蒙主義：モスクワのコンセプチュアル・アート 1960-1990年 The Total Enlightenment: Conceptual Art in Moscow 1960-1990 」展（2008-2009年、シルン美術館、フランクフルト、ドイツ／フアン・マールチ基金、マドリード、スペイン）
- ペーター・ヴァイベルとの共同によるカールスルーエ芸術とメディア・センターにおける「ミディアム宗教 Medium Religion 」（2009年、カールスルーエ、ドイツ）
- 第54回ヴェネツィア・ビエンナーレのロシア・パビリオンにおけるアンドレイ・モナスティルスキーの展示
- BAKユトレヒトにおける「歴史の後に：写真家としてのアレクサンドル・コジェーヴAfter History: Alexandre Kojève as a Photographer 」（2012年5月20日-7月15日、BAKユトレヒト、オランダ）

### 研究およびプロジェクト
- BAKユトレヒトによる Former West のボリス・グロイスのページ
- カールスルーエ芸術とメディア・センターのボリス・グロイスのページ - ウェイバックマシン（2010年11月14日アーカイブ分）
- page HfG Karlsruhe
- スタンバーグ出版のページにおける、e-flux ジャーナルのボリス・グロイス「Going Public」の紹介
- e-flux

### 講演とインタビュー
- ニューヨーク大学芸術研究所におけるシルバーバーグ記念講義（2010年） - Vimeo
- カールスルーエ造形大学における講義（ドイツ語 ）
- フリーズ・アートの基調講演「美学的責任 Aesthetic Responsibility」（ロンドン）
- BAK研究講義「ロシア・アヴァンギャルド再訪 Russian Avangarde Revisited」